# Foyer de charité d'Ottrott
Pour un article général, voir Foyers de charité.
Le foyer de charité d’Ottrott est une communauté du réseau des Foyers de charité située dans le château du Windeck, un monument historique situé à Ottrott, dans le département français du Bas-Rhin.

## Localisation
Le bâtiment est situé au 51, rue Principale à Ottrott.

## Historique
L'édifice fait l'objet d'une inscription au titre des monuments historiques depuis 1992.